# Raphael Wolf
Raphael Wolf, född 6 juni 1988, är en tysk fotbollsmålvakt som spelar för Fortuna Düsseldorf i 2. Bundesliga.

## Karriär
I juni 2017 värvades Wolf av Fortuna Düsseldorf, där han skrev på ett ettårskontrakt. I april 2018 förlängde Wolf sitt kontrakt med tre år. I juni 2021 förlängde han sitt kontrakt med ett år.